# حسام أبو البخاري
حسام أبو البخاري هو ناشط سياسي مصري ومفكر إسلامي، وطبيب، وباحث في مقارنة الأديان، والمتحدث الرسمي باسم التيار الإسلامي العام، ورئيس ائتلاف دعم المسلمين الجدد.

## سيرته
برز ظهوره قبل ثورة 25 يناير بعد دعوته للاعتصام أمام مسجد النور بالعباسية في أحداث كاميليا شحاتة، وبعد ثورة 25 يناير في وسائل الإعلام المصرية، كأحد المشاركين في الثورة، وكثر ظهوره في البرامج السياسية والمناظرات التلفزيونية كممثل للتيار الإسلامي خاصة السلفي.
أدار تحرير جريدة دراسات نقدية الإلكترونية، وشارك في تأسيس حزب الفضيلة، وقام بتقديم برنامج الوراقون على قناة الحكمةحتى منتصف 2012، ثم برنامج «في الواقع» على قناة أمجاد حتى تركه البرنامج في مارس 2013، أو إقالته بسبب انتقاده لأداء جماعة الإخوان المسلمين في الحكم، وفي 14 أبريل 2013 شارك في افتتاح قناة الندى الفضائية، وقدم برنامجه «في الواقع» من جديد على قناة الندى. وفي مايو 2013 قال أبو البخاري أنه تعرض لمضايقات من جهاز الأمن الوطني (أمن الدولة سابقًا)، وصرح أن جهاز أمن الدولة السابق والدولة العميقة يعودان بقوة، وأن بعض ضباط جهاز أمن الدولة المنحل هددوا عددًا من رموز التيار الإسلامي، ودعا للتظاهر والتصعيد ضد الجهاز، ونظم تظاهرًا بجوار مبنى أمن الدولة بمدينة نصر في 2 مايو 2013 وقال: «يجب التصدى من جميع القوى السياسية لهذه الظاهرة مرة أخرى، حتى لا نضحى بشهداء جدد مثل خالد سعيد وسيد بلال.».
بعد الإطاحة بالرئيس السابق محمد مرسي؛ شارك أبو البخاري في اعتصام رابعة العدوية، واعتُقل صباح فض اعتصام ميدان رابعة العدوية حوالى التاسعة صباحًا، وتعرض لطلق نارى في الوجه من قوات الأمن، وتركوه ظنًّا أنه مات، حتى انتشر خبر مقتله، وفي حدود الساعة السادسة مساء حضرت قوات إلى مستشفى التأمين الصحى، وقامت بالقبض عليه من داخل المستشفى مرة أخرى، تأكد أنه محتجز في مقر أمن الدولة مدينة نصر رغم إصابته. وأعلنت النيابة العامة المصرية أنه حي يرزق، وأمرت بحبسه لمدة 15 يوماً. وأودع في سجن العقرب. وفي فبراير 2016 نشرت تحريات جهاز الأمن الوطني اتهام حسام أبو البخارى مع «سيد مشاغب» مؤسس رابطة «أولتراس وايت نايتس»، و«خالد حربى» مدير المرصد الإسلامى، و19 آخرين، بالتحريض والدعوة للهجوم على مبنى جهاز الأمن الوطنى في 2 مايو 2013. وفي أكتوبر 2017 حكمت محكمة أمن الدولة العليا بالسجن 10 سنوات على حسام أبو البخاري، وبراءة سيد مشاغب وخالد حربي.